# Skibstypeforkortelse
 Der er for få eller ingen kildehenvisninger i denne artikel, hvilket er et problem. Du kan hjælpe ved at angive troværdige kilder til de påstande, som fremføres i artiklen.

Skibstypeforkortelser er kombinationer af bogstaver, ofte forkortelser, som sættes foran navnet på civile skibe og krigsskibe.
De i Danmark oftest anvendte forkortelser er af engelsk oprindelse og kan for civile skibe enten henvise til typen af fremdrivningsmaskineri, eksempelvis S/S eller SS (Steam Ship) og D/S eller DS (Dampskib) for et fartøj hvor maskineriet er dampdrevet eller også henvise til skibets formål, eksempelvis FV (Fishing Vessel), hvor fartøjet har fiskeri som formål.
Krigsskibe bruger ofte forkortelser for længere navne, eksempelvis KDM (Kongelige Danske Marine) 
Særdanske forkortelser anvendes sjældent på fartøjer som skal operere i internationalt farvand.

## Internationale civile forkortelser
- AHT (Anhcor Handling Tug) – ankerhåndteringsfartøj
- DB (Derrick Barge) – flydekran
- FV (Fishing Vessel) – fiskefartøj
- GTS (Gas Turbine Ship) – gasturbine-drevet fartøj
- MF (Motor Ferry) – dieselmotor-drevet færge
- MS (Motor Ship) – dieselmotor-drevet fartøj
- NS (Nuclear Ship) – atom-drevet fartøj
- RV (Research Vessel) – havundersøgelsesskib
- SS (Steam Ship) – dampmaskine-drevet fartøj
- TT (Turbine Tanker) – dampturbine-drevet tankskib
- S/Y (Sail Yacht) - sejldreven lystbåd
- M/Y (Motor Yacht) - motordreven lystbåd

## Danske civile forkortelser
| Forkortelse | Betegnelse    | Forklaring |
| ----------- | ------------- | --- |
| Bk.         | Bark          | sejlskib med én skonnertrigget mast agter og mindst to fuldriggede master foran OPRINDELSE: oldnordisk börkr, tysk Borke |
| Bg.         | Brig          | sejlskib med to fuldriggede master OPRINDELSE: fra engelsk brig, afkortning af brigantine |
| Brg.        | Brigantine    | sejlskib med én fuldrigget mast forrest og én skonnertrigget mast bagved OPRINDELSE: fra fransk brigantine fra italiensk brigantino 'sørøverskib' |
| Ev.         | Evert         | lille fladbundet sejlskib der tidligere var udbredt i kystområder ved Nordsøen i Nederlandene, Tyskland og Sønderjylland OPRINDELSE: fra middelnedertysk ever, vist oprindelig 'enmandsbåd'                                                              |
| F.          | Fyrskib       | Forankret skib der fungerer som fyr ved et rev el.lign. |
| Ff.         | Fiskerfartøj  | fartøj der er indrettet til erhvervsfiskeri, fx en trawler eller fiskekutter |
|             | Fiskekutter   | båd der er beregnet til erhvervsfiskeri var tidligere forsynet med sejl |
| Gl          | Galease       | mindre, tomastet sejlskib der er gaffelrigget og har den laveste mast placeret bagest en krydsning mellem galeonen og galejen OPRINDELSE: fra fransk galéace fra italiensk galeazza; 'stor galej'                                                        |
| Hf          | Hurtigfærge   | færge der er bygget til at sejle væsentlig hurtigere end en almindelig færge OPRINDELSE: kendt fra 1962; typisk katamaranfærger |
| Jt.         | Jagt          | mindre, enmastet sejlskib med bred agterende, storsejl og to eller tre forsejl OPRINDELSE: fra nederlandsk jacht. |
| K.          | Kobberforhude | forsyne et træskib med en beskyttende beklædning af kobberplader under vandlinjen |
| Kf.         | Kuf           | mindre, tomastet sejlskib med fladbundet skrog og runde, fyldige stævne, især brugt til flodsejlads i Nederlandene og Tyskland OPRINDELSE: fra nedertysk kof, kuf, afkortning af koffardi af middelnedertysk kopvart, dannet af kop 'køb' og vart 'færd' |
| Kt.         | Kutter        | mindre, enmastet gaffel- eller bermudarigget sejlbåd eller -skib med mindst to forsejl OPRINDELSE: fra engelsk cutter, af cut 'skære' (gennem bølgerne)                                                                                                  |
| Lgt.        | Lægter        | pram der transporterer sit gods oven på dækket, og som evt. er forsynet med en kran OPRINDELSE: fra nedertysk lichter, af lichten 'løfte, hæve' (et skib fri af en grund)                                                                                |
| M/F         | MotorFærge    | færge med forbrændingsmotor(er) som fremdrivningsmiddel |
| M/S         | MotorSkib     | (større) skib der drives frem ved motorkraft (fremdrivningsmotor) |
| Sk          | Skonnert      | sejlskib med mindst to skonnertriggede master, hvoraf den højeste er placeret næstforrest OPRINDELSE: fra engelsk schooner, i dansk med tilføjet -t, vist af engelsk dialekt scoon 'glide frem over vandfladen'                                          |
| Skt         | Skûtsje       | frisisk sejlskib af typen Tjalk |
| Tj          | Tjalk         | mindre, enmastet sejlskib med fyldigt, fladbundet skrog og sværd (som køl) på siden OPRINDELSE: fra frisisk tjalk, måske beslægtet med oldnordisk kjóll 'fartøj'                                                                                         |
| M/tr        | Trawler       | skib der bruges til erhvervsfiskeri med trawl |

- 1m = énmaster
- 2m = tomaster
- 3m = tremaster
- 4m = firemaster

## Militære eller nationale forkortelser
- HBMS (His/Her Britannic Majesty’s Ship) – Royal Navy, England
- HMCS (Her Majesty's Canadian Ship ) Canadian Navy
- KDM (Kongelige Danske Marine) eller HDMS (Her/His Danish Majesty's Ship) – Danske flåde
- NRP (Navio da República Portuguesa) – Portugals Marine
- USNS (United States Navy Ship)- U.S. Navy, USA, fartøjer med civil besætning

- USS (United States Ship) – U.S. Navy, USA